# Ashton upon Mersey
Ashton upon Mersey är en ort i distriktet Trafford, i grevskapet Greater Manchester, i England. Denna ward hade 10 345 invånare år 2021. Ashton upon Mersey var en civil parish fram till 1936 när blev den en del av Sale. Denna civil parish hade 9 704 invånare år 1931. Ashton upon Mersey var ett distrikt från 1895 till 1930 då den blev en del av Sale.